# Alienação fiduciária
Alienação fiduciária em garantia, ou simplesmente alienação fiduciária, é uma espécie contratual destinada à compra e venda de bens imóveis ou de bens móveis. Sua característica essencial é o fato de o devedor fiduciante (indivíduo que recorre a essa modalidade de financiamento para obter o bem desejado) transferir ao credor fiduciário (pessoa ou instituição financeira que concede o financiamento) a propriedade do bem que pretende adquirir, até que haja o pagamento completo da dívida.
Durante o curso do financiamento, o devedor pode apenas usufruir do bem e utilizá-lo para o fim a que se destina (seja moradia ou locomoção, por exemplo), mas sem ter direito de propriedade sobre ele, ao passo em que o banco credor se torna o verdadeiro proprietário e dono do bem financiado até o final do parcelamento. Tal característica é extremamente importante para a compreensão do funcionamento dessa espécie de contrato, e, muitas vezes, passa despercebida por quem busca esse tipo de negociação para adquirir a casa própria.
Ao fim do prazo de financiamento, caso o devedor consiga quitá-lo integralmente, a propriedade do bem é transferida ao mesmo pelo banco ou instituição financeira.

## Características
A alienação fiduciária é uma modalidade do direito de propriedade. É direito real, mas que está dentro do direito de propriedade. É modalidade de propriedade com a intenção de garantia.
Tratando-se de direito real de garantia, a Propriedade fiduciária é 
direito acessório, destinado que é a garantir a satisfação de crédito, a
ela se aplicando. Seu campo de aplicação, portanto, restringe-se ao da 
garantia do cumprimento das obrigações contratuais decorrentes de 
empréstimos ou financiamentos, e por ele o credor adquire, em confiança,
o domínio de certo bens, sob a condição resolutiva de devolvê-la ao 
devedor quando for paga a divida. Efetuado o pagamento do débito, o 
fiduciário devolve bem automaticamente ao fiduciante. Ao contrário, em 
não se efetuando o pagamento do crédito deve o fiduciário vender a coisa
a terceiros e aplicar o preço da venda no pagamento do seu crédito e 
das despesas decorrentes da cobrança, entregando ao devedor o saldo 
porventura apurado, se houver (art. 66, 4 da Lei n 4.728/65, com redação
do Decreto Lei 911/69). É vedado o pacto comissório, sendo a 
propriedade do credor onerada com um encargo, pois, deixando o devedor 
de pagar, o credor recupera a posse do bem, mas com o encargo de 
vendê-lo para, com o produto da venda, satisfazer o seu crédito.
Portanto, a alienação fiduciária em garantia  consiste basicamente em um modelo de garantia de empréstimos financeiros, em que o principal objetivo é assegurar uma forma rápida e eficaz de concessão de crédito a pessoas físicas ou jurídicas que desejam adquirir bens de alto valor econômico (como imóveis e automóveis), mas que não possuam capacidade financeira para adquiri-los à vista ou por meio de outros métodos de financiamento menos eficazes.
Assim, o contrato de alienação fiduciária permite que, nesses casos, o indivíduo que pretende adquirir um apartamento, por exemplo, realize um empréstimo do montante necessário à sua aquisição e ofereça o próprio bem adquirido como garantia de que irá quitar o empréstimo junto à instituição financeira.
Deve-se ter em mente, portanto, que o contrato de promessa de compra e venda do  bem e o seu financiamento com alienação fiduciária em garantia consistem em negócios diferentes, apesar de às vezes poderem estar inseridos dentro de um mesmo contrato, que abarque as duas modalidades. De qualquer forma, a promessa de compra e venda consiste no negócio celebrado entre o comprador e o vendedor de determinado bem, enquanto a alienação fiduciária representa o contrato celebrado entre o comprador e a financiadora, ou seja, quem fornece o empréstimo. Seu principal regramento legal se dá pelos arts. 1.361 e seguintes do Código Civil de 2002, pela Lei nº 9.514/97 e o Decreto-lei 911/97.
O fato de o banco possuir a verdadeira propriedade do bem durante todo o processo de financiamento, é o que garante a facilidade de concessão de crédito a quem pretende adquirir o móvel ou imóvel. Isso porque, em casos de não pagamento das prestações, as instituições financeiras são capazes de retomar os bens com processos extrajudiciais, de forma muito mais rápida e menos burocrática do que em outros tipos de contrato.
Desse modo, a alienação fiduciária pode ser considerada um mecanismo que reduz os empecilhos para os bancos recuperarem para si os bens em caso de inadimplência, possibilitando a tomada de empréstimos a juros mais baixos. Contudo, ressalta-se que, caso o devedor não consiga quitar todas as parcelas no prazo estipulado, estará sujeito à perda do bem. Um levantamento do IPEA que mapeou processos judiciais de crédito apenas no Tribunal de Justiça do Estado de São Paulo demonstrou que de janeiro de 2005 a abril de 2019, o tribunal julgou cerca de 7,9 mil casos de busca e apreensão em alienação fiduciária a cada mês.

## Alienação fiduciária de bens imóveis
A princípio, no Brasil, os contratos de alienação fiduciária se notabilizaram ao recaírem sobre bens móveis, como título constitutivo de garantia da Propriedade fiduciária. Com o advento da Lei 9.514/1997 a alienação fiduciária passou a abranger os bens imóveis, sobretudo para a aquisição da casa própria.
Nessa espécie de negócio há a transferência da propriedade do imóvel com o objetivo de garantir o cumprimento da obrigação, ou seja, o bem serve de garantia do próprio financiamento imobiliário, enquanto o devedor é apenas possuidor do bem de forma direta e o credor de forma indireta. Portanto, o devedor não detém a propriedade até que ocorra a quitação do contrato, de forma que permanece na matrícula do imóvel, no Registro de imóveis, a inscrição da existência de alienação sobre o bem até o pagamento da dívida, momento em que há a transferência plena da propriedade (resolúvel) ao devedor.
Desse modo, no final dos anos 90, tal norma estimulou o fortalecimento de contratos de financiamento imobiliários, devido a rápida recuperação de crédito em caso de inadimplemento  do devedor, passando a disciplinar o SFI - Sistema de Financiamento Imobiliário.
O financiamento a longo prazo também é característica comum aos contratos de alienação fiduciária para aquisição de bens imóveis, por vezes, ultrapassando 360 meses (30 anos). Ao diluir o valor do imóvel em um longo período, as parcelas tornam-se mais acessíveis ao devedor, o que pode representar a inserção de grupos sociais econômicos de baixo poder aquisitivo anteriormente excluídos desse mercado.
Contudo, na hipótese de inadimplemento pelo não pagamento da dívida, a execução do contrato ocorre pela via extrajudicial. Em outras palavras, a cobrança é mais rápida, pois não depende da intervenção judicial, possuindo as seguintes etapas:
1. Através do contrato de alienação fiduciária com bem em garantia, o devedor tem ciência das datas de vencimento das parcelas desde o momento em que contraiu a dívida e firmou o contrato. Logo, o não pagamento da prestação desde o data do vencimento, faz com que o devedor seja constituído em mora. Todavia, a Lei 9.514/97 exige que nessa situação de inadimplência o devedor seja notificado para que tenha ciência, após o período de carência acordado no contrato, e realize o pagamento das prestações vencidas no prazo de 15 dias (purgação da mora);
2. Com a notificação do devedor, e no caso do não pagamento dessas parcelas em atraso, o Cartório de Registro de Imóveis certifica o fato e, após a apresentação do comprovante de pagamento do imposto da transmissão da propriedade pelo credor, ocorrerá o registro da consolidação da propriedade em nome do financiador do contrato, ou seja, a transferência da propriedade do imóvel que havia sido dado em garantia ao credor torna-se completa, de modo que o credor consolida a bem ao seu patrimônio;
3. Uma vez consolidada a propriedade em nome do fiduciário, este deverá promover a realização de leilão público para a venda do imóvel nos 30 dias subsequentes, observando as disposições legais.

## Alienação fiduciária de bens móveis
A alienação fiduciária sobre bens móveis se diferencia da modalidade anterior em razão do seu objeto: é utilizada apenas para bens móveis infungíveis. Bens infungíveis são aqueles considerados legalmente insubstituíveis, ou seja, que não podem ser substituídos por outros de mesma espécie, quantidade e qualidade para a quitação contratual. Isso significa que o  contrato de alienação fiduciária de coisa móvel se aplica, por exemplo, ao financiamento de automóveis e motocicletas, através de uma descrição detalhada das características do bem (como modelo, ano de fabricação e chassi), mas não se aplica à cessão de bens fungíveis (como cheques, notas promissórias e ações no mercado financeiro e de capitais).
Assim, as partes desse contrato são, geralmente, o indivíduo que pretende adquirir um bem móvel e o banco (ou outra instituição financeira) que concede o empréstimo necessário para que o indivíduo realize a compra. Seu funcionamento também é caracterizado pela tomada de um empréstimo para adquirir determinado bem e pelo fato de o devedor transferir a propriedade do bem ao banco, sob a condição de essa propriedade ser devolvida ao devedor quando houver a quitação total do empréstimo.
Para que a propriedade que o banco detém sobre o bem móvel em razão do empréstimo concedido seja válida, o contrato de alienação fiduciária deve ser registrado no Registro de Títulos e Documentos do domicílio do devedor ou, em se tratando de veículos, na repartição competente para o licenciamento (DETRAN ou similares), segundo o art. 1.361, § 1º, do Código Civil. Ao fazer isso, as partes oficializam a existência de dois proprietários distintos sobre o bem: situação em que o devedor tem a posse direta sobre o bem, podendo utilizá-lo normalmente, e em que a instituição financeira mantém a propriedade indireta. Em razão disso, a instituição credora está autorizada a promover a busca e apreensão  do bem em caso de atraso nas prestações do empréstimo.
Por que o termo alienação fiduciária aparece no documento do veículo? A restrição administrativa é inserida nos documentos com o objetivo de impedir a transferência de propriedade até que haja a quitação do financiamento. Segundo o Denatran, o termo deveria ser retirado automaticamente do documento quando o carro é quitado. Mas na prática, nem sempre isso acontece e ai fica a cargo do proprietário solicitar a retirada do Gravame constante no documento do veículo; não há um prazo máximo para a solicitação.
Como o contrato de alienação fiduciária é feito a prazo, normalmente em parcelas mensais e por um longo período de tempo, a impontualidade nos pagamento pode ocorrer com frequência, podendo gerar a extinção do contrato e a consequente propriedade definitiva do bem em favor da financiadora. Nesses casos, o inadimplemento consiste no simples fato de não pagamento e a financiadora estará autorizada a promover as seguintes medidas:
1. Promover notificação extrajudicial (o que consiste no envio de uma carta escrita pela financiadora, dirigida ao devedor e entregue por meio do Registro de Títulos e Documentos) ou protesto do contrato em cartório, para  permitir que o devedor pague as parcelas em atraso assim, livre-se da medida drástica da perda da posse direta sobre o bem, conforme art. 2º, § 2º, do Decreto-Lei nº 911, de 1969.
2. Em caso de não pagamento das parcelas em atraso mesmo após a notificação do devedor, a financiadora poderá acionar a Justiça com uma ação de busca e apreensão para retomar o bem, o que já autoriza a consolidação da sua  propriedade plena. Isso significa que o órgão de registro competente (como o DETRAN, no caso de veículos) poderá expedir novo certificado de registro de propriedade em nome da financiadora.
3. Após retomar o bem, a financiadora poderá vender o bem a terceiros independentemente de leilão, hasta pública, avaliação prévia ou qualquer outra medida judicial ou extrajudicial, salvo disposição expressa em contrário prevista no contrato (art. 2º, caput, do Decreto-Lei nº 911, de 1969). Dessa forma, o credor fiduciário não precisará recorrer à via judicial para promover a venda, o que lhe garante maior rapidez para o negócio. A lei o autoriza  a vender o bem sem essas formalidades. O valor obtido com a venda será utilizado para a completa quitação da dívida e para ressarcir as despesas de cobrança. O valor remanescente – se houver – será devolvido ao devedor fiduciante (art. 2º, caput, do Decreto-lei nº 911, de 1969, e art. 1.364 do Código civil).

## Vantagens e desvantagens
Diante da conceituação da alienação fiduciária em garantia e o seu contexto de surgimento no Direito brasileiro, tem-se que a regulamentação desse tipo de contrato proporcionou a expansão da oferta e do acesso ao crédito pelos consumidores, sobretudo para aquisição de casas e de veículos.
Nesse sentido, o bem dado em garantia no contrato diminuiu o risco do empreendimento, o que proporcionou a concessão de financiamentos em grande escala. Através dessa modalidade contratual, com a ampliação das garantias e da rapidez no procedimento de cobrança frente a outros tipos de financiamento, houve um aumento significativo da segurança aos bancos para a recuperação do crédito. Diante disso, as instituições financeiras passaram a impulsionar o oferecimento de crédito à população para aquisição de bens móveis e imóveis de valor elevado, com a redução das taxas de juros e outros encargos.
Em comparação, antes da previsão desse negócio jurídico no Direito Brasileiro, as principais formas de direitos reais de garantia eram a anticrese, o penhor, e, principalmente, a hipoteca na aquisição de imóveis. Essas modalidades jurídicas ainda existem, mas têm caído em desuso devido a desvantagens legais, como a necessidade de procedimentos judiciais de cobrança demorados e a maior burocracia.
Ademais, o fenômeno de multiplicação da oferta do crédito e de condições mais vantajosas de juros, também visava atender uma política pública de redução do déficit habitacional brasileiro, com a inclusão de nova camada da população na obtenção ao direito de moradia digna.
Contudo, a rápida execução pela via extrajudicial, ou seja, o rápido procedimento de cobrança para retomada de casas e automóveis pelos bancos e pelas financiadoras quando o contrato não é cumprido, trouxe desvantagens para o consumidor. Ou seja, ocasiona dificuldade de negociação judicial, tendo em vista a regulamentação desse instituto jurídico que permite a consolidação do bem em pouco tempo, além de possibilidades de notificações ao devedor sobre a constituição da mora, muitas vezes, de forma presumida.
Outro ponto a ser considerado quanto aos contratos de alienação fiduciária é o longo prazo pactuado para a aquisição de bens imóveis. Isso porque, muitas vezes, os financiamentos são acordados no prazo máximo legal, o que pode impedir a negociação da diminuição do valor das prestações,e, portanto,  acarretar um aumento da imprevisibilidade das condições financeiras do devedor e de sua capacidade para pagar a dívida em um período tão longo.
Nesse sentido, um cenário de instabilidade política e de crise econômico-financeira no país, como por exemplo, pelo aumento das taxas de desemprego e por fatos supervenientes ao financiamento, podem levar a um efeito contrário ao desejado pela política nacional de habitação com a perda considerável do número de moradias devido à retomada de imóveis residenciais.
Não se deve confundir: o imóvel obtido por contrato de financiamento por alienação fiduciária não poderá ser protegido como bem de família até que seja quitado, ainda que seja a única residência familiar do devedor, tendo em vista que possui apenas a posse direta e não o título da propriedade fiduciária.